# Культурний матеріалізм
Культурний матеріалізм у літературознавстві та культурології прослідковує його походження в творчості лівого літературного критика Раймонда Вільямс. Культурний матеріалізм робить аналіз, заснований на критичній теорії, в традиціях Франкфуртської школи.

## Огляд
Культурний матеріалізм виник як теоретичний рух на початку 1980-х років разом з новим історизмом, американським підходом до ранньої сучасної літератури, з якою він поділяє багато спільного. Цей термін придумав Вільямс, який використовував його для опису теоретичного поєднання лівого культурного та марксистського аналізу. Культурні матеріалісти мають справу з конкретними історичними документами і намагаються проаналізувати і відтворити духівника певного моменту історії.
Вільямс розглядав культуру як "продуктивний процес", частину засобів виробництва, а культурний матеріалізм часто визначає те, що він називав "залишковими", "виникаючими" і "опозиційними" культурними елементами. Слідуючи традиціям Герберта Маркузе, Антоніо Грамші та інших, культурні матеріалісти розширюють класовий аналіз традиційного марксизму (неомарксизм) за допомогою додаткового орієнтування на маргіналізованих.
Культурні матеріалісти аналізують процеси, за допомогою яких гегемоністські сили в суспільстві використовують канонічні та історично важливі тексти, такі як Шекспір і Остін, і використовують їх у спробі підтвердити чи вписати певні цінності на культурну уяву. Джонатан Долліморе і Алан Сінфілд, автори політичного Шекспіра, мали значний вплив на розвиток цього руху, і їхня книга вважається головним текстом. Вони визначили чотири визначальні характеристики культурного матеріалізму як теоретичного пристрою:
- Історичний контекст
- Близький текстовий аналіз
- Політична прихильність
- Теоретичний метод

Культурні матеріалісти прагнуть привернути увагу до процесів, які використовують сучасні структури влади, такі як церква, держава або академія, для поширення ідеології. Для цього вони досліджують історичний контекст тексту та його політичні наслідки, а потім через близький текстовий аналіз відзначають домінуючу гегемонічну позицію. Вони визначають можливості відхилення та / або підриву цієї позиції. Британський критик Грем Холдернес визначає культурний матеріалізм як "політизовану форму історіографії".
Завдяки своєму наполяганню на важливості взаємодії з проблемами гендеру, сексуальності, раси та класу, культурний матеріалізм зробив значний вплив на сферу літературних досліджень, особливо у Великій Британії. Культурні матеріалісти знайшли область досліджень Ренесансу особливо сприйнятливими до такого типу аналізу. Традиційні гуманістичні читання часто уникали розгляду пригноблених і маргіналізованих в текстових читаннях, тоді як культурні матеріалісти зазвичай розглядають такі групи в їхній взаємодії з літературними текстами, відкриваючи таким чином нові шляхи підходу до питань репрезентації в області літературної критики.